# Michael Sucsy
Michael Sucsy (14 febbraio 1973) è un regista, sceneggiatore e produttore cinematografico statunitense.

## Biografia
Cresciuto tra New York e il Connecticut, si è formato presso l'Università di Georgetown di Washington e ha iniziato in seguito a realizzare spot pubblicati attraverso la Paramount Pictures. Nel 1998 ha fatto parte dello staff di produzione di due film: Deep Impact e Attacco al potere. Nel 2002 ha realizzato il cortometraggio Katherine, interpretato da Tamara Davies e vincitore di alcuni premi internazionali. Successivamente ha avviato il processo di realizzazione del film televisivo Grey Gardens - Dive per sempre, completato nel 2009. Il film, interpretato da Jessica Lange e Drew Barrymore e basato sulla storia vera di due parenti di Jacqueline Kennedy, ha vinto due Golden Globe 2010, tra cui quello andato a Sucsy per la migliore miniserie o film per la televisione, e diversi Premi Emmy 2009. Il successivo film diretto, sempre televisivo, è Scruples, andato in onda nel 2012. Nel luglio 2012 è uscito nelle sale statunitensi il suo primo lungometraggio cinematografico, La memoria del cuore, interpretato da Rachel McAdams e Channing Tatum.

## Filmografia

### Regista

#### Cinema
- La memoria del cuore (The Vow) (2012)
- Ogni giorno (Every Day) (2018)

#### Televisione
- Grey Gardens - Dive per sempre (Grey Gardens) (2009)
- Scruples (2012)